# Epalpus
Epalpus är ett släkte av tvåvingar. Epalpus ingår i familjen parasitflugor.

## Dottertaxa tillEpalpus, i alfabetisk ordning[1]
- Epalpus affinis
- Epalpus albomaculatus
- Epalpus alligans
- Epalpus alternus
- Epalpus aureus
- Epalpus auriferus
- Epalpus bolivianus
- Epalpus brunneipennis
- Epalpus callanganus
- Epalpus canus
- Epalpus consanguineus
- Epalpus contrarius
- Epalpus denudatus
- Epalpus femoratus
- Epalpus flavicans
- Epalpus flavipes
- Epalpus fuscanipennis
- Epalpus imitator
- Epalpus jaennickei
- Epalpus laticornis
- Epalpus lativittus
- Epalpus leucomelanus
- Epalpus lindigii
- Epalpus lineatus
- Epalpus maculus
- Epalpus montivagus
- Epalpus nattereri
- Epalpus nitidus
- Epalpus niveus
- Epalpus ochraceus
- Epalpus pallitarsis
- Epalpus peruvianus
- Epalpus piceus
- Epalpus pictus
- Epalpus porteri
- Epalpus rostratus
- Epalpus rufipennis
- Epalpus rufipes
- Epalpus rufitibia
- Epalpus rufiventris
- Epalpus semiater
- Epalpus signifer
- Epalpus tarsalis
- Epalpus testaceus
- Epalpus unicolor